# Crystallospora cristalloides
Crystallospora cristalloides is een soort in de taxonomische indeling van de Myzozoa, een stam van microscopische parasitaire dieren. Het organisme komt uit het geslacht Crystallospora en behoort tot de familie Eimeriidae. Crystallospora cristalloides werd in 1981 ontdekt door Dyková & Lom.